# ATP Lyon Open 2023
ATP Lyon Open 2023 — тенісний турнір, що проходив на ґрунтових кортах у місті Ліон, Франція з 22 до 28 травня. Належав до категорії ATP 250.

## Фінальна частина

### Одиночний розряд
Артюр Фіс —  Франсіско Черундоло 6–3, 7–5

### Парний розряд
Ражів Рам /  Джо Солсбері —  Ніколя Маю /  Матве Мідделкоп 6–0, 6–3